# Mecano en concierto (álbum)
Mecano en Concierto es el primer álbum en vivo de la banda de tecno-pop Mecano, lanzada el 29 de junio de 1985 por Columbia Records. Grabado durante dos conciertos que la banda ofreció durante noviembre de 1984 y junio de 1985.
El primero de estos conciertos tuvo lugar en el pabellón polideportivo Frontón de Segovia el 8 de noviembre de 1984 y fue también grabado como especial navideño para TVE (otros temas de este mismo concierto se incluyeron posteriormente en el álbum recopilatorio no oficial publicado por la discográfica CBS Lo último de Mecano publicado al año siguiente). 
En la grabación para televisión están incluidos los temas El mapa de tu corazón, que no aparece en el disco, y una versión distinta de Aire. Ambos fueron grabados también en el concierto de Segovia el mismo día pero a puerta cerrada, sin público presente. En esta grabación aparecen además sendas versiones distintas de los temas Japón y Ya viene el Sol, que no son las catalogadas como introducción que aparecen en el álbum (por otro lado más cortas que los originales publicados en el disco Ya viene el Sol).
En los temas participan como músicos el batería Arturo Terriza y el bajista Esteban Cabezos (alias Spiro). El ingeniero de sonido fue José Ángel Doray y el de grabación Luis Fernández Soria, con la unidad móvil Puma Crest. El diseño gráfico del álbum corresponde al Stvdio Gatti y las fotos son de Norberto Alcantara y Rose Lagarrigue.

## Lista de canciones
- Edición estándar:

| N.º | Título                           | Escritor(es)                | Duración |  |
| 1.  | «Japón» (Introducción)           | Nacho Cano                  | 2:07     |  |
| 2.  | «Hoy no me puedo levantar»       | José María Cano, Nacho Cano | 3:28     |  |
| 3.  | «Quiero vivir en la ciudad»      | José María Cano, Nacho Cano | 2:49     |  |
| 4.  | «Aire»                           | José María Cano             | 4:58     |  |
| 5.  | «Me colé en una fiesta»          | Nacho Cano                  | 3:38     |  |
| 6.  | «Hawaii-Bombay»                  | José María Cano             | 3:50     |  |
| 7.  | «Ya viene el Sol» (Introducción) | Nacho Cano                  | 1:04     |  |
| 8.  | «La estación»                    | Nacho Cano                  | 3:42     |  |
| 9.  | «El amante de fuego»             | Nacho Cano                  | 4:08     |  |
| 10. | «Barco a Venus»                  | Nacho Cano                  | 4:29     |  |
| 11. | «Maquillaje»                     | Nacho Cano                  | 2:45     |  |
| 12. | «Me voy de casa»                 | Nacho Cano                  | 3:11     |  |

- Incluidos en el álbum no-oficial Lo último de Mecano (© 1986):

|     |                      |                 |          |  |  |  |  |  |  |  |
| N.º | Título               | Escritor(es)    | Duración |  |  |  |  |  |  |  |
| 13. | «No pintamos nada»   | Nacho Cano      | 3:31     |  |  |  |  |  |  |  |
| 14. | «La fiesta nacional» | Nacho Cano      | 3:35     |  |  |  |  |  |  |  |
| 15. | «Busco algo barato»  | Nacho Cano      | 3:52     |  |  |  |  |  |  |  |
| 16. | «Me río de Janeiro»  | José María Cano | 3:58     |  |  |  |  |  |  |  |

- Directos inéditos o no editados:

|     |                                                 |                         |          |  |  |  |  |  |  |  |
| N.º | Título                                          | Escritor(es)            | Duración |  |  |  |  |  |  |  |
| 17. | «El mapa de tu corazón»                         | Nacho Cano              | 2:27     |  |  |  |  |  |  |  |
| 18. | «Japón» (versión completa en directo)           | Nacho Cano              | 4:41     |  |  |  |  |  |  |  |
| 19. | «Ya viene el Sol» (versión completa en directo) | Nacho Cano              | 4:52     |  |  |  |  |  |  |  |
| 20. | «Mosquito»                                      | Nacho Cano, Ana Torroja | 3:21     |  |  |  |  |  |  |  |

Del álbum "Mecano en concierto", originalmente se tenía pensado extraer para la promoción de radio dos sencillos: "Aire" (en concierto) y, "Quiero vivir en la ciudad" (en concierto), de los cuales al final sólo se publicó el de "Aire" (sencillo en tonos oscuros), el segundo sencillo no se llegó a publicar.

## Músicos invitados
Para el Especial de Televisión, en las canciones de «Japón» (versión completa), «Maquillaje» y, «Me voy de casa», aparecen como músicos invitados Hans Zimmer tocando el Memorymoog y, Warren Cann (baterista de la agrupación Ultravox) a cargo de la batería acústica y electrónica, por cortesía de Chrysalis Records. Y los músicos habituales del grupo, Arturo Terriza en la batería y Esteban Cabezos (Spiro) al bajo